# 坪頂 (臺北市)
坪頂，是臺北市士林區的一個地名，位於該區東北部，範圍大致為平等里不含南端太平尾一帶。

## 歷史
台灣清治末期至日治前期，坪頂地區為一街庄，稱為「坪頂庄」，隸屬於芝蘭一堡。該庄北與七股庄、頂中股庄為鄰，東北與頂萬里加投庄為鄰，東及南與雙溪庄為鄰，西邊是公館地庄、菁礐庄。
1901年（日治明治三十四年）11月，該庄隸屬於臺北廳，編入第九區。1906年（明治三十九年）1月，第九改名「士林區」。1920年（大正九年），該庄改制為「坪頂」大字，隸屬於臺北州七星郡士林街，大字下有「大平尾」、「狗慇懃」小字名。
戰後士林街改制為士林鎮，隸屬於臺北縣，大字亦改制為里。1949年，士林鎮與北投鎮一併改隸屬新成立的草山管理局。1950年隨著草山改名為陽明山，草山管理局亦改名為陽明山管理局，士林鎮仍隸屬之。1968年7月臺北市改制為院轄市，士林鎮併入成為士林區。1990年3月，臺北市各區重劃，該地區仍屬於士林區。

## 交通
平菁街是坪頂地區最重要的連絡道路，往西北可前往菁礐、草山一帶（今合併為菁山里），往南連接至善路三段71巷可前往雙溪地區。

## 學校
- 平等國小